# إمكبين (آيت وادريم)
إمكبين هي إحدى مشيخات المملكة المغربية، تتبع جغرافيا لإقليم شتوكة آيت باها وإداريًا لآيت وادريم. يقدر عدد سكانها بـ 671 نسمة حسب الإحصاء الرسمي للسكان والسكنى لسنة 2004.